# Apple Games
Apple Games (с англ. — «Игры Apple») — приложение, разработанное Apple для операционных систем iOS 26, iPadOS 26 и MacOS Tahoe, являющееся универсальной платформой, объединяющей магазин приложений App Store с Apple Arcade и игровой сервис Game Center.
Впервые представлено 9 июня 2025 на конференции для разработчиков WWDC 2025.

## Концепция
Мои друзья выросли и разъехались. Мне очень не хватало возможности узнать, во что же они играют на телефонах.

Приложение «Игры» — отличный способ снова заглянуть в их вселенные игр. Приложение также помогает нам легко интегрировать и расширять функции сообщества, которые мы встроили в «Puzzmo», прямо в сердце ежедневной игровой рутины наших игроков.

Зак Гейдж, независимый разработчик и соучредитель Puzzmo, Inc. (с последовательным авторским переводом на русский язык)

Приложение позволяет пользователям просматривать все игры, приобретенные ими в App Store для своих iPhone, iPad или компьютеров Mac, а также объединяет все игры с установленными из, отличных от App Store, источников. Позволяет подключить любой совместимый игровой контроллер.
Кроме того, игры, поддерживающие интеграцию сервисов Game Center и In-App Events, будут отображаться на видном месте, чтобы помочь игрокам найти их и углубить взаимодействие с ними.

## Дизайн
Приложение выполнено в дизайне Liquid Glass. На главном экране представлены четыре раздела.
Во вкладке «Главная» представлены рекомендации редакций, ранее запущенные игры и рекомендации по ним.
«Arcade» предоставляет доступ к соответствующему сервису, для обозревания, оплаты тарифа или игры в уже установленные игры из сервиса.
«Совместная игра», фактически, предоставляет доступ к Game Center, предполагает возможность приглашения друзей, выбор доступных игр, соревнования в достижениях и счёт игрового опыта.
А «Библиотека» показывает пользовательские достижения, установленные игры и предоставляет доступ к текущим событиям в них.

## Доступность
На момент 11 июня  2025 года приложение доступно только для участников программы Apple Developer Programm. Публичная готовая версия ожидается осенью  2025 года.
С Apple Games совместимы следующие устройства: 
- iPhone c iOS 26
- iPad c iPadOS 26
- Компьютер Mac с macOS Tahoe
- (и с более поздними версиями версиями перечисленных операционных систем)

На устройствах с ранними операционными системами приложение, на данный момент, не доступно.